# Manuel Fernández Caballero
Manuel Fernández Caballero (Murcia, 14 de marzo de 1835-Madrid, 26 de febrero de 1906) fue un compositor español de zarzuelas del siglo XIX, y hoy su obra más conocida es Gigantes y cabezudos (1898).

## Biografía

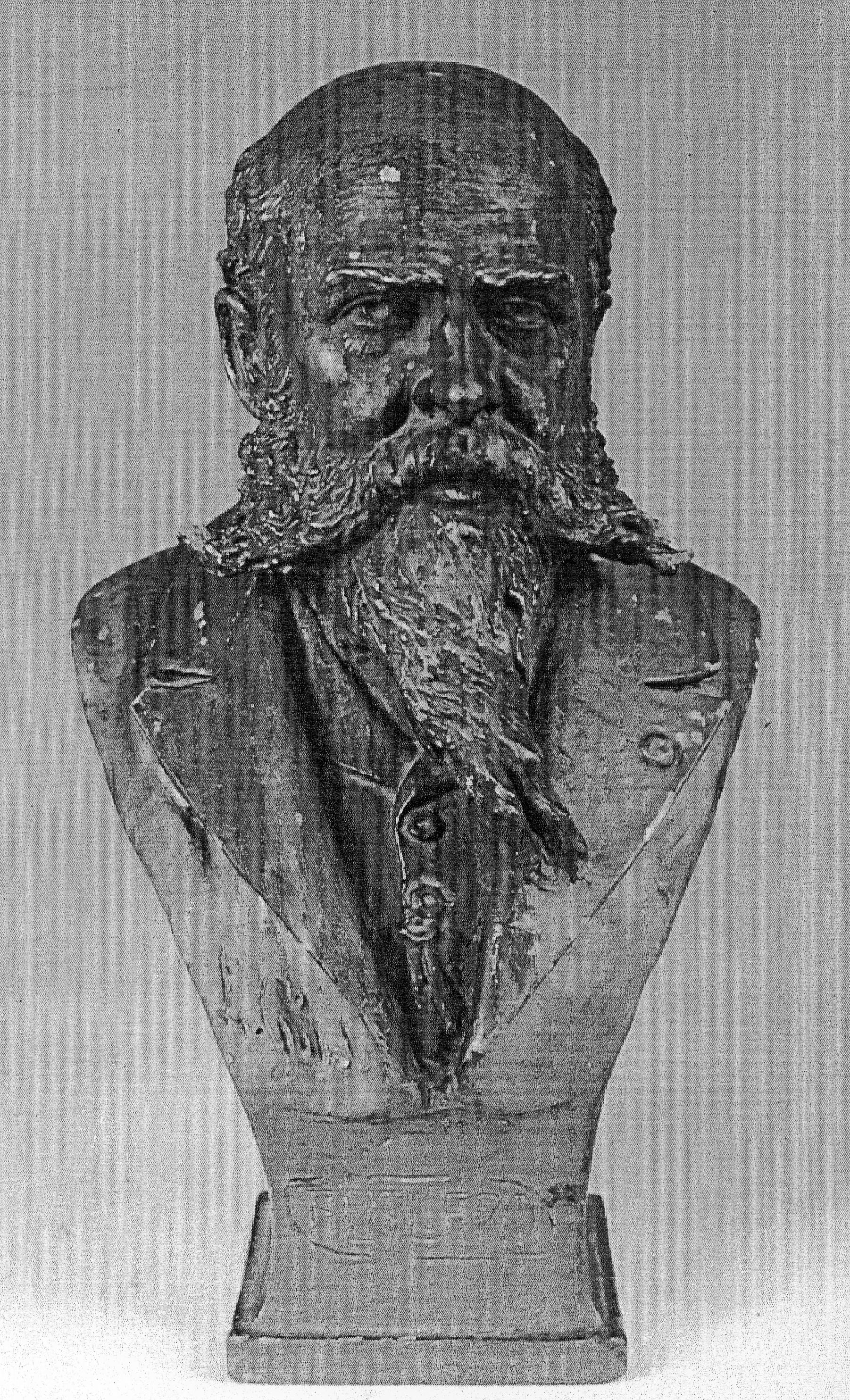
Busto de terracota (30,50 cm x 17 cm x 15 cm) por Luis Gilabert Ponce (1848-1930)

Se le puede considerar por sus trabajos como uno de los maestros padres del joven género chico. El éxito de Los bandos de villafrita (1884) le consolida en su carrera, siendo la obra más representada en España sin caer de cartel durante todo el siglo. Tal fue este éxito que tuvo que hacer una secuela: Las grandes figuras (1885).
Sus obras en general muestran de manera elocuente un gran dominio de la orquestación y un estilo elegante. El sainete El dúo de La africana es una pieza deliciosa, y su famosa jota No cantes más La africana queda como ejemplo magnífico del dúo de zarzuela. Además de zarzuelas, Fernández Caballero compuso música profana y religiosa.

## Obras
- Un cocinero (1858), con libreto de Francisco Camprodón
- La Marsellesa (1876)
- Los sobrinos del Capitán Grant (1877)
- El lucero del alba (1879)
- Los bandos de Villafrita (1884)
- La chiclanera (1887)
- Chateau Margaux (1887)
- El dúo de La africana (1893)
- El cabo primero (1895)
- La viejecita (1897)
- El señor Joaquín (1898)
- Gigantes y cabezudos[2] (1898)
- La Gallina Ciega
- La Trapera (1902), con Mariano Hermoso
- El Pícaro mundo (1903)
- Aires nacionales (1906) con Rafael Calleja